# Kazajistán en los Juegos Paralímpicos de Salt Lake City 2002
Kazajistán estuvo representado en los Juegos Paralímpicos de Salt Lake City 2002 por un deportista masculino. El equipo paralímpico kazajo no obtuvo ninguna medalla en estos Juegos.